# Eatoniella limbata
Eatoniella limbata är en snäckart som först beskrevs av Hutton 1883.  Eatoniella limbata ingår i släktet Eatoniella och familjen Eatoniellidae. Inga underarter finns listade i Catalogue of Life.